# Ruta Provincial 56 (Jujuy)
La Ruta Provincial 56 es una carretera pavimentada de 57 kilómetros en la Provincia de Jujuy, República Argentina, que une la Ruta Nacional 34 en las inmediaciones de la ciudad de San Pedro con la capital provincial, San Salvador de Jujuy.
El 3 de septiembre de 1935 la Dirección Nacional de Vialidad difundió su primer esquema de rutas nacionales. Este camino era parte de la traza de la Ruta Nacional 55. En el año 1943 esta entidad vial decidió hacer un cambio parcial a la numeración de las rutas nacionales, con lo que cambió la denominación de esta carretera a Ruta Nacional 56. Mediante el Decreto Nacional 1595 del año 1979 la jurisdicción de este camino pasó a la provincia de Jujuy. Actualmente es la Ruta Provincial 56.
Como la ruta discurre paralela al Río Grande, los primeros 20 km el sentido es noreste - sudoeste, mientras que el resto es en sentido sudeste - noroeste.

## Localidades
Las ciudades y pueblos por los que pasa esta ruta son los siguientes (los pueblos con menos de 5000 habitantes figuran en itálica).

### Provincia de Jujuy
Recorrido: 57 km (kilómetro 0-57).
- Departamento San Pedro: El Sauzal (km 6) y La Mendieta (km 10).
- Departamento Palpalá: El Brete (km 44).
- Departamento Doctor Manuel Belgrano: San Salvador de Jujuy (km 57).